# Robot Girls Z
Robot Girls Z (ロボットガールズＺ?, Robotto Gāruzu Z) è una serie televisiva anime prodotta dalla Toei Animation. Si tratta di una parodia di varie serie mecha prodotte dalla Toei, in cui i robot sono antropomorfizzati ed hanno l'aspetto di ragazze magiche. La serie è stata trasmessa da Toei Channel per nove episodi (divisi in blocchi di tre) fra il 4 gennaio 2014 ed il 2 marzo 2014, trasmessa in simultanea anche da Crunchyroll. Una preview è stata mandata in onda in streaming su YouTube il 18 ottobre 2013. Le protagoniste dell'anime sono Z-chan (Zちゃん?, Zetto-chan) (parodia di Mazinga Z), Gre-chan (グレちゃん ?, Gure-chan) (parodia di Il Grande Mazinger) e Grenda-san (グレンダさん?, Gurenda-san) (parodia di UFO Robot Goldrake), benché nel corso degli episodi compaiano anche le parodie di molti altri personaggi delle serie Toei.